# 네즈 미술관

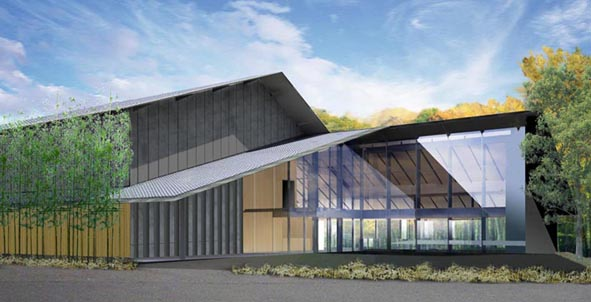
네즈 미술관

네즈 미술관(일본어: 根津美術館)은 일본 도쿄도 미나토구 미나미아오야마에 있는 사립 미술관이다. 도부 철도 사장 등을 지낸 사업가 네즈 가이치로의 수집품을 전시하기 위해 1941년에 설립되었다. 일본 내에서 전쟁 이전부터 역사가 이어져 오는 사립미술관은 오쿠라 슈코칸, 하쿠츠루 미술관, 오하라 미술관 등 손에 꼽는데 네즈 미술관도 그 중 하나다. 미술관 내에는 회화, 조각, 도예 등 다양한 동양 고미술품들이 전시되어 있다.
네즈 미술관 부지는 에도 시대의 가와치국 단난 번 (丹南藩)의 번주였던 다카기 가문의 교외저택이 있던 자리로, 메이지 유신 이후 다 쓰러져가던 것을 1906년에 네즈 가이치로가 사들여 수년에 걸쳐 정원으로 조성해 사저를 만들어 놓았다. 이 때문에 현재 미술관 내에는 드넓은 일본식 정원이 조성되어 있으며, 다실 (茶室)도 이곳저곳 들어서 있다.
네즈 미술관의 수집품은 일본과 중국·한국의 고미술 작품이 대부분으로 그 우수함과 광범위함이 특색이라는 평가를 받는다. 이른바 '네즈 컬렉션'에는 전쟁 전 수집가들 사이에서 유행했던 다기는 물론 교려 불화, 불경, 수묵화, 근세회화, 중국회화, 칠장, 도자, 도검, 중국의 고대 청동기 등 일본과 아시아 미술의 전 범위를 아우른다. 2009년 기준 소장품은 6,874건에 달하며, 대표작인 오가타 고린의 〈연자화도병풍〉(燕子花図屏風)은 매년 4월 하순에서 5월 상순까지 공개된다.
지금의 미술관 건물은 건축가 겐고 구마의 작품으로, 2006년 5월 6일에 휴업에 들어가 약 3년여간 개축공사를 진행하였으며 2009년 10월 7일에 재개관하였다. 개관과 동시에 새로운 로고도 발표되었는데 독일의 브랜드 회사 페터 슈미트 그룹에서 제작하였다.

## 시설
네즈 미술관은 크게 세 곳으로 나뉜다.
- 본관 : 2009년 개관한 신 본관으로 구마 겐고가 설계하였다. 박공지붕 구조로 된 지붕이 특징으로 일본 사원의 건축양식을 연상시킨다. 1층에는 홀과 제1전시실, 제2전시실, 제3전시실, 뮤지엄 샵이 있고 2층에는 제4전시실, 제5전시실, 제6전시실이 있다. 1층 홀에서 남쪽 방면으로 정원과 접하는데 통유리로 마감해 두었고, 대리석 여래입상 (높이 291cm)을 비롯한 중국의 석불이 여러 개 전시해둔 상태이다. 제1전시실은 기획전시실이며, 제2전시실은 회화서적 전시실, 제3전시실은 불상 전시실, 제4전시실은 중국 청동기 전시실, 제5전시실은 공예품 전시실, 제6전시실은 일본의 다기 전시실로 구성되어 있다. 한편 구 본관은 이마이 겐지와 나이토 다나카가 설계하였으며 1954년에 완공되었지만 신 본관으로 바뀌면서 철거되었다.
- 사무동 : 1990년 완공된 건물로 처음에는 신관이란 이름의 기획전시실로 사용되고 있었으나 2009년 신 본관이 오픈한 이후로는 사무동과 수장고로 이용되고 있다.[3]
- 정원 : 네즈 가이치로가 거닐던 정원으로, 자연스러운 경사를 살리고 연못을 중심으로 한 일본식 정원으로 꾸며져 있다. 정원 내에는 차를 마시는 다실 4곳과 약사여래를 모신 약사당 한 곳이 있다. 이밖에도 네즈 가이치로의 수집품 중 일부로서 한국에서 건너온 석불, 석탑, 석등 여러 개가 이곳저곳에 들어서 있다.[4]

## 사진

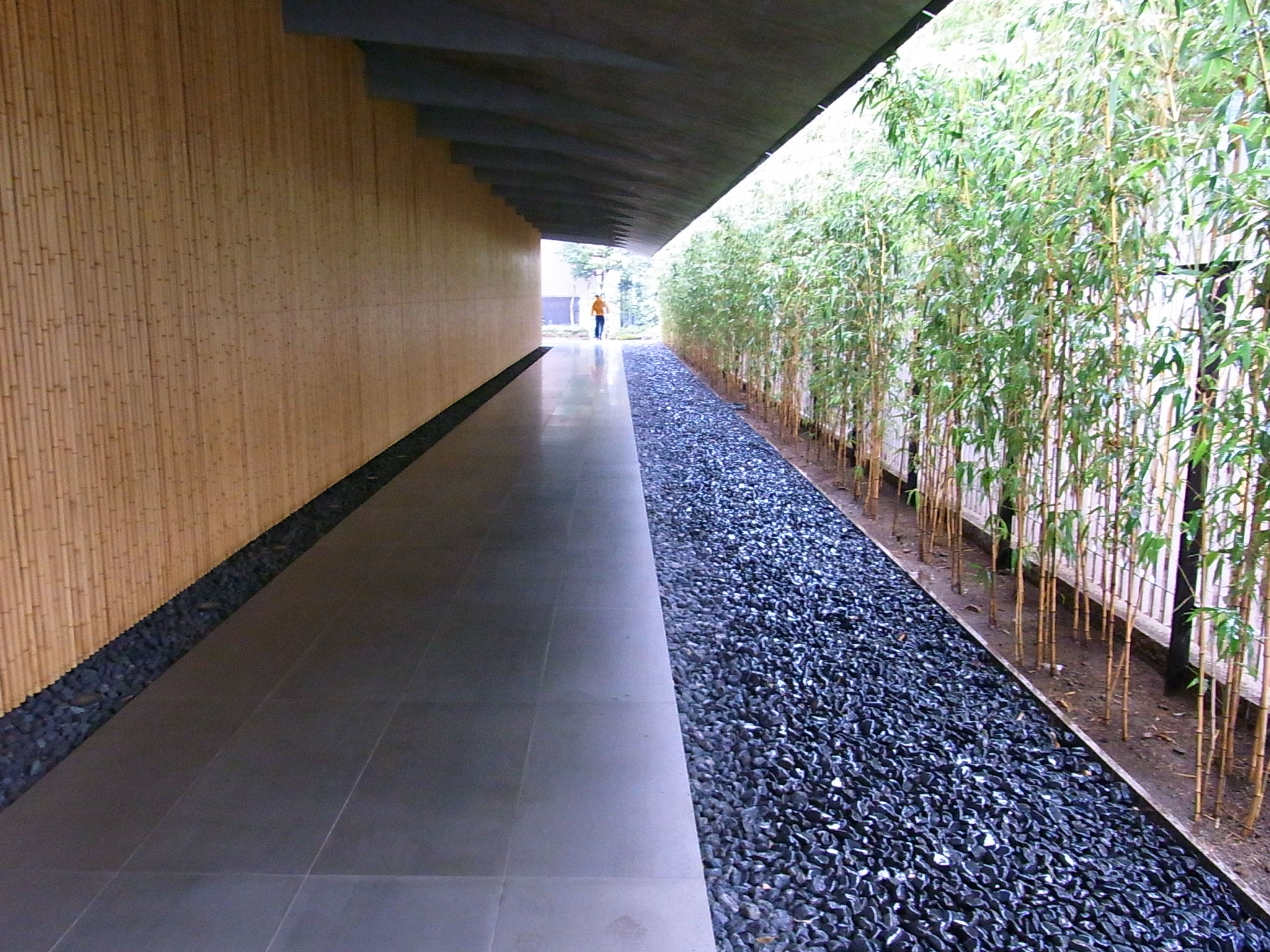
미술관 입구부터 본관까지 이어지는 대나무길
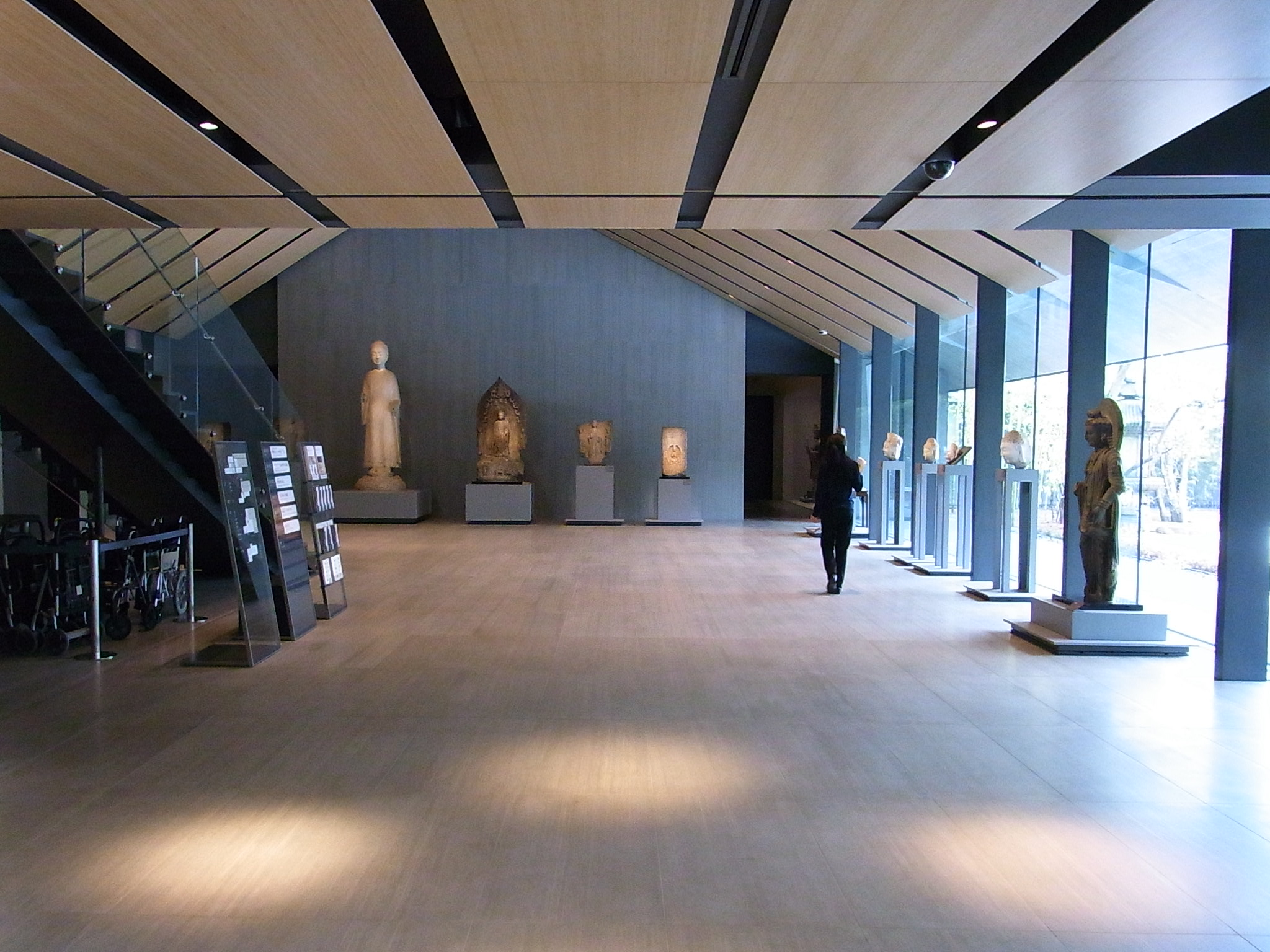
1층 홀. 중국 북제의 여래입상 (6세기)과 간다라 시대의 미륵보살입상 (3세기).
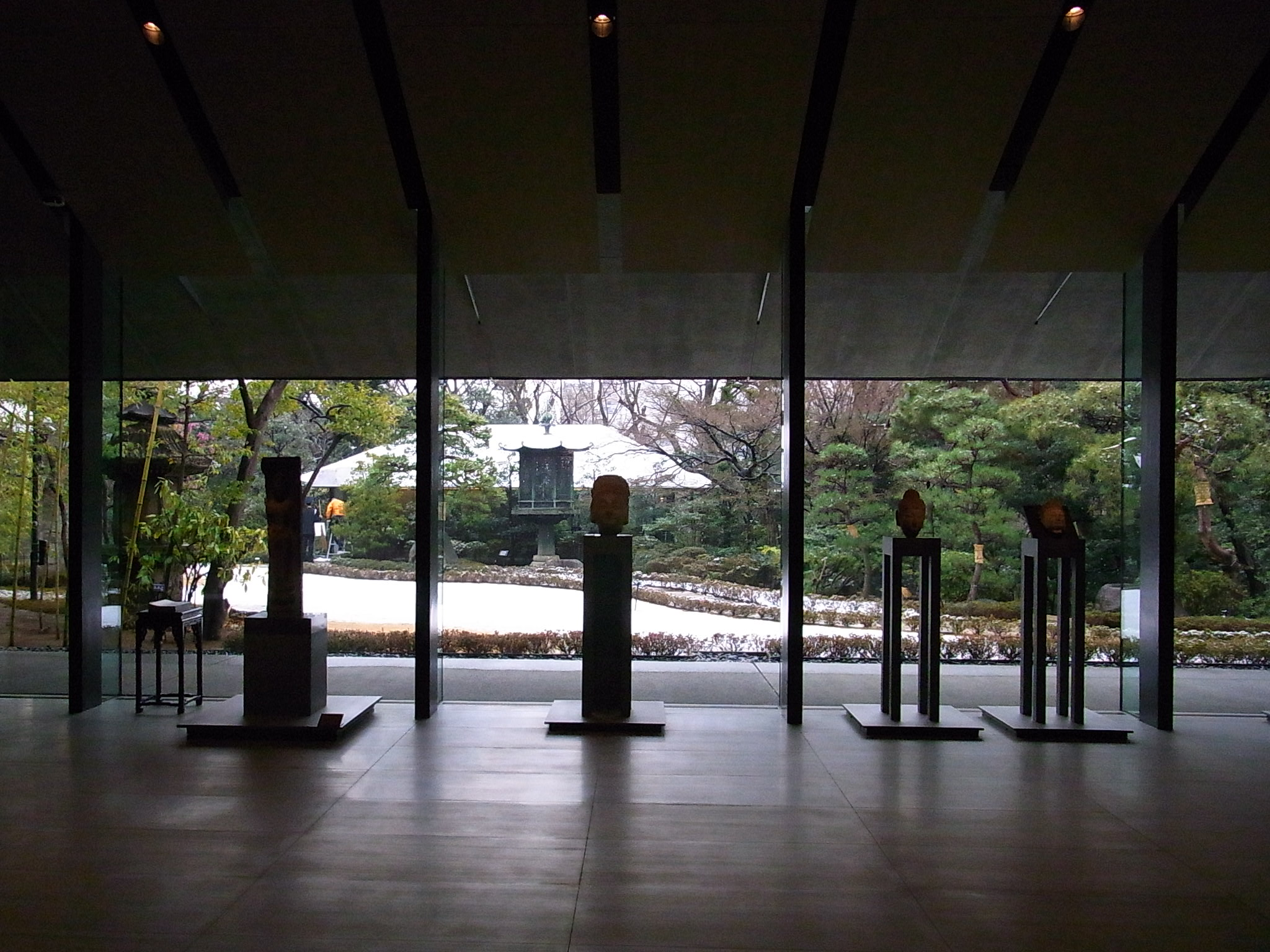
1층 홀에서 바라본 정원 모습
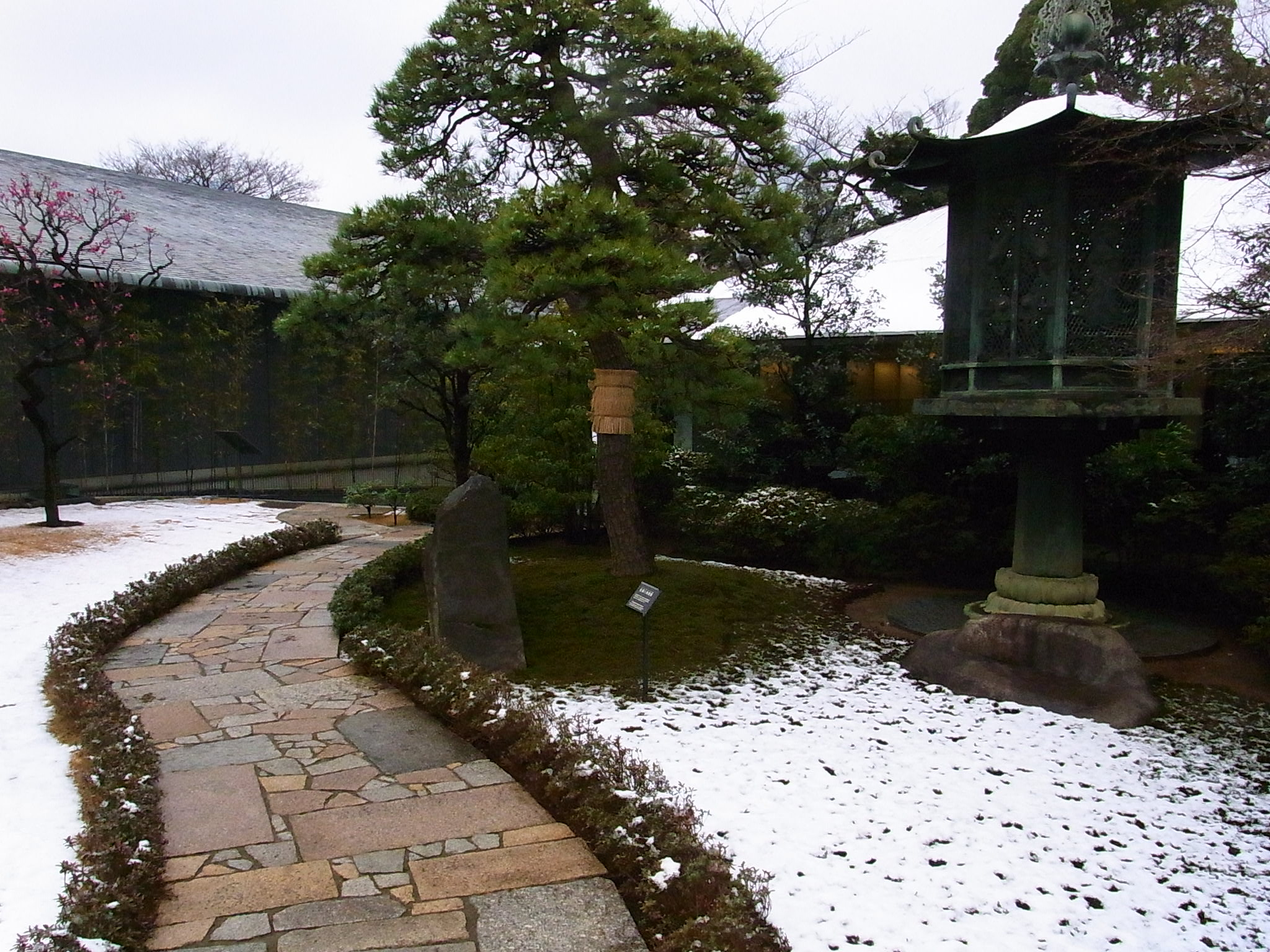
눈이 내린 정원
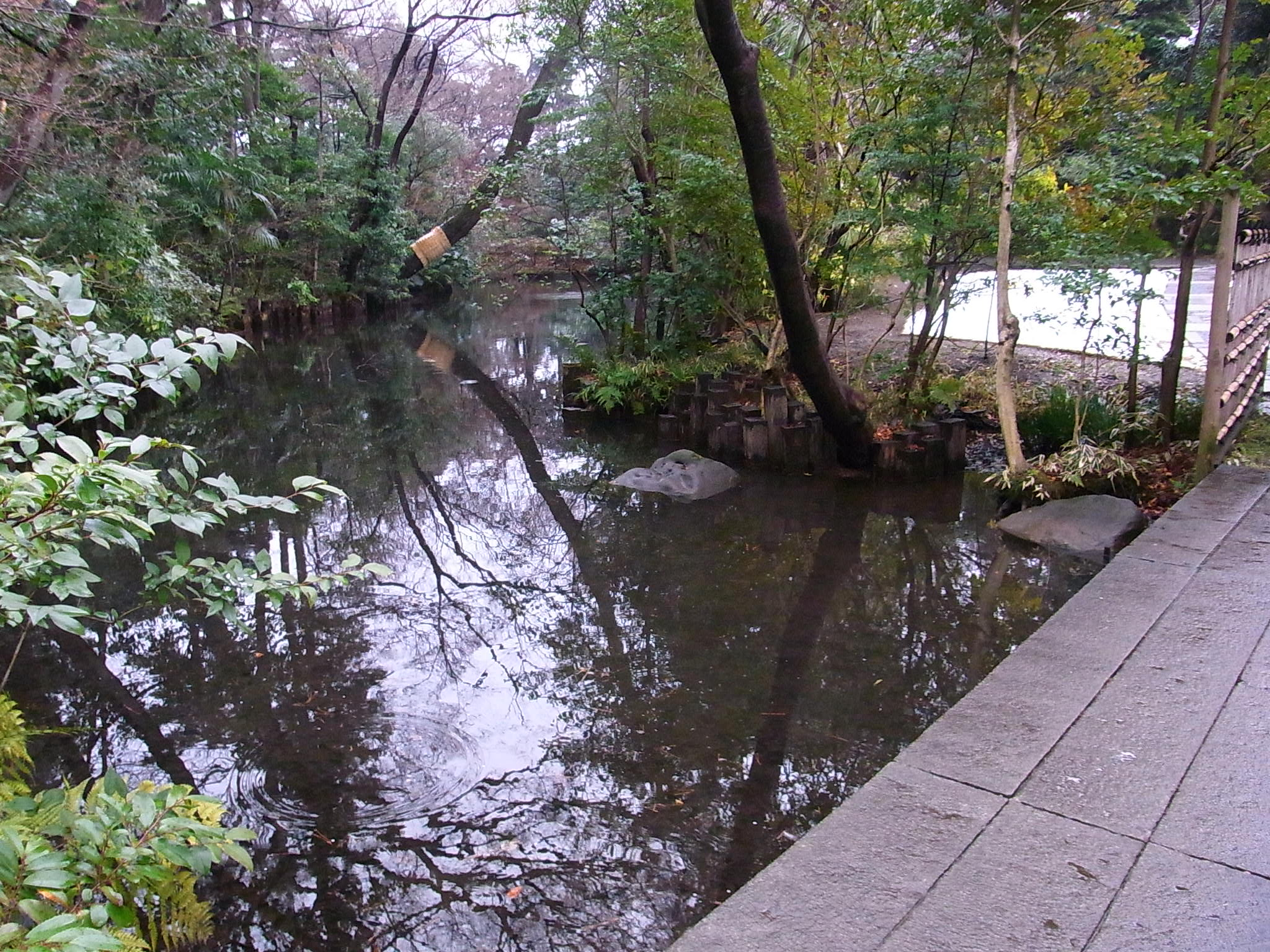
정원 연못
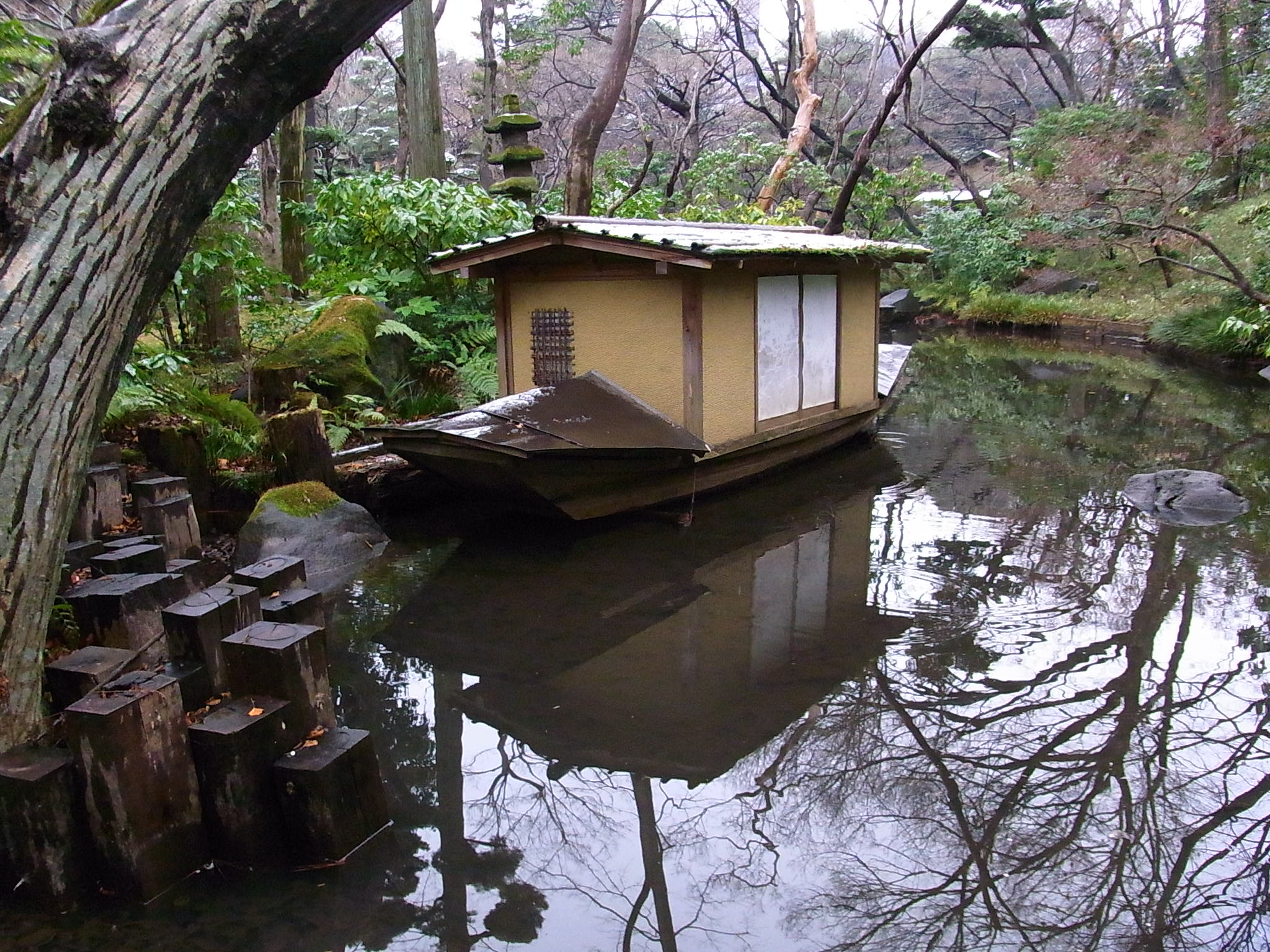
정원
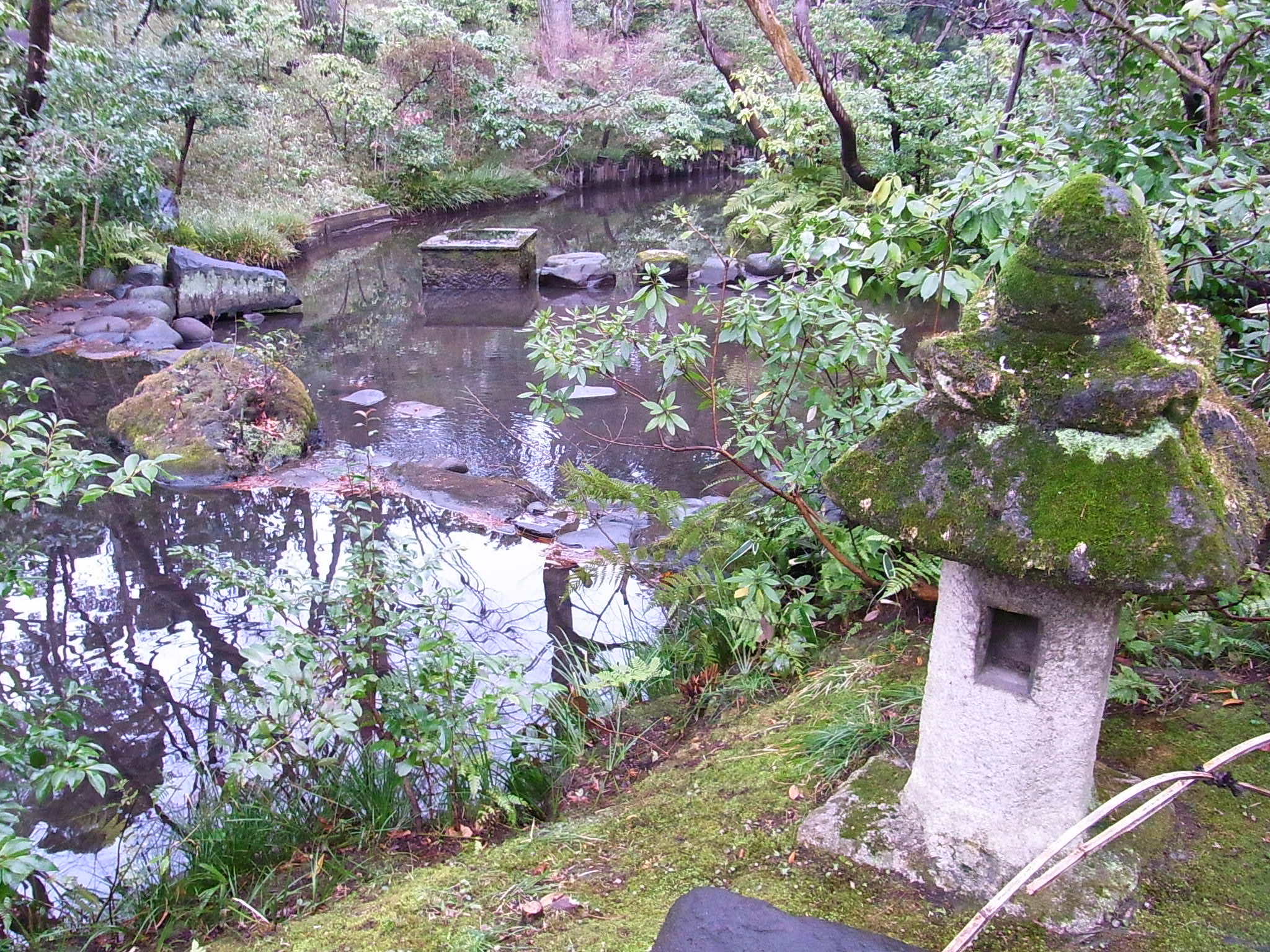
정원
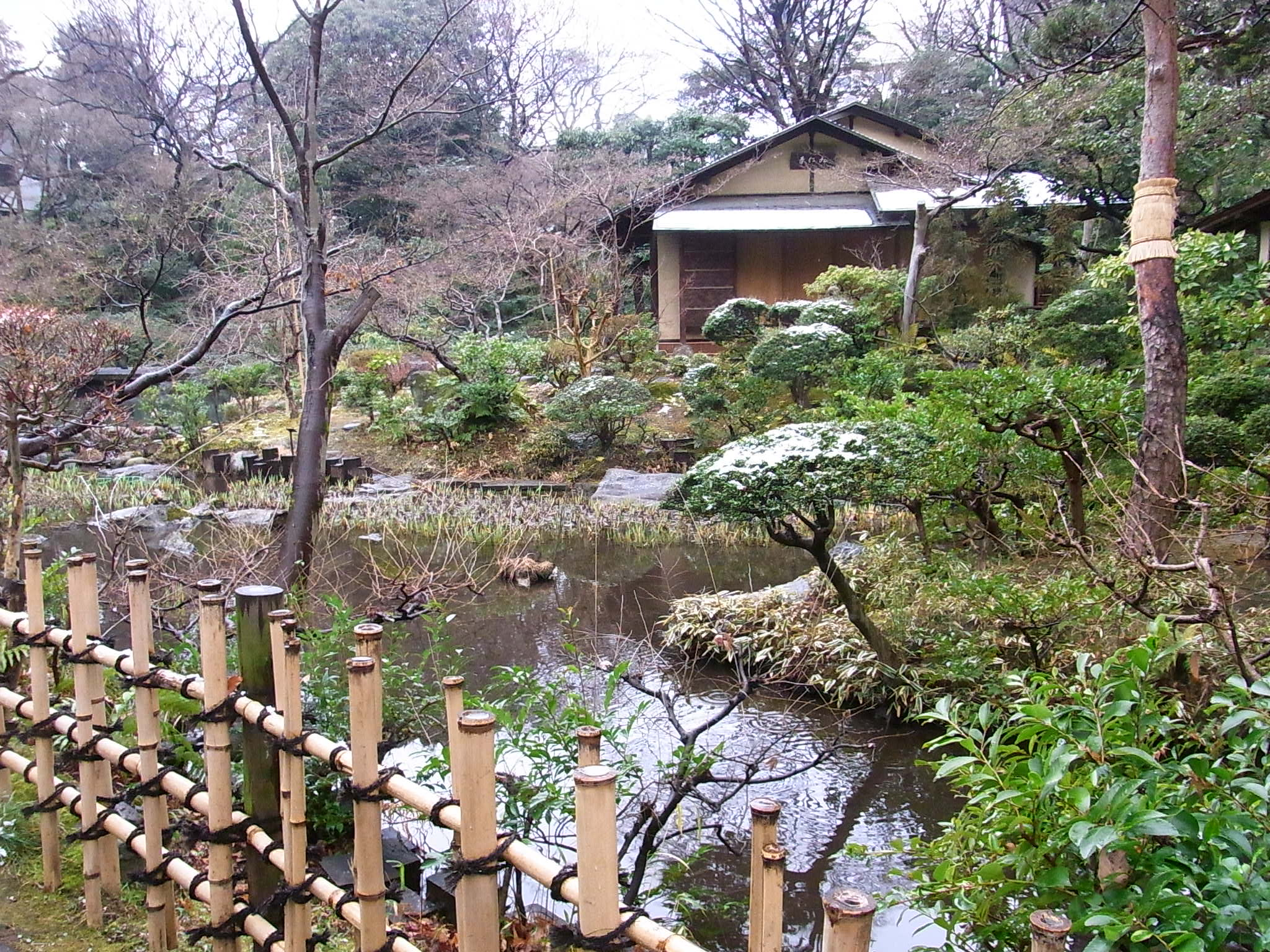
정원 다실
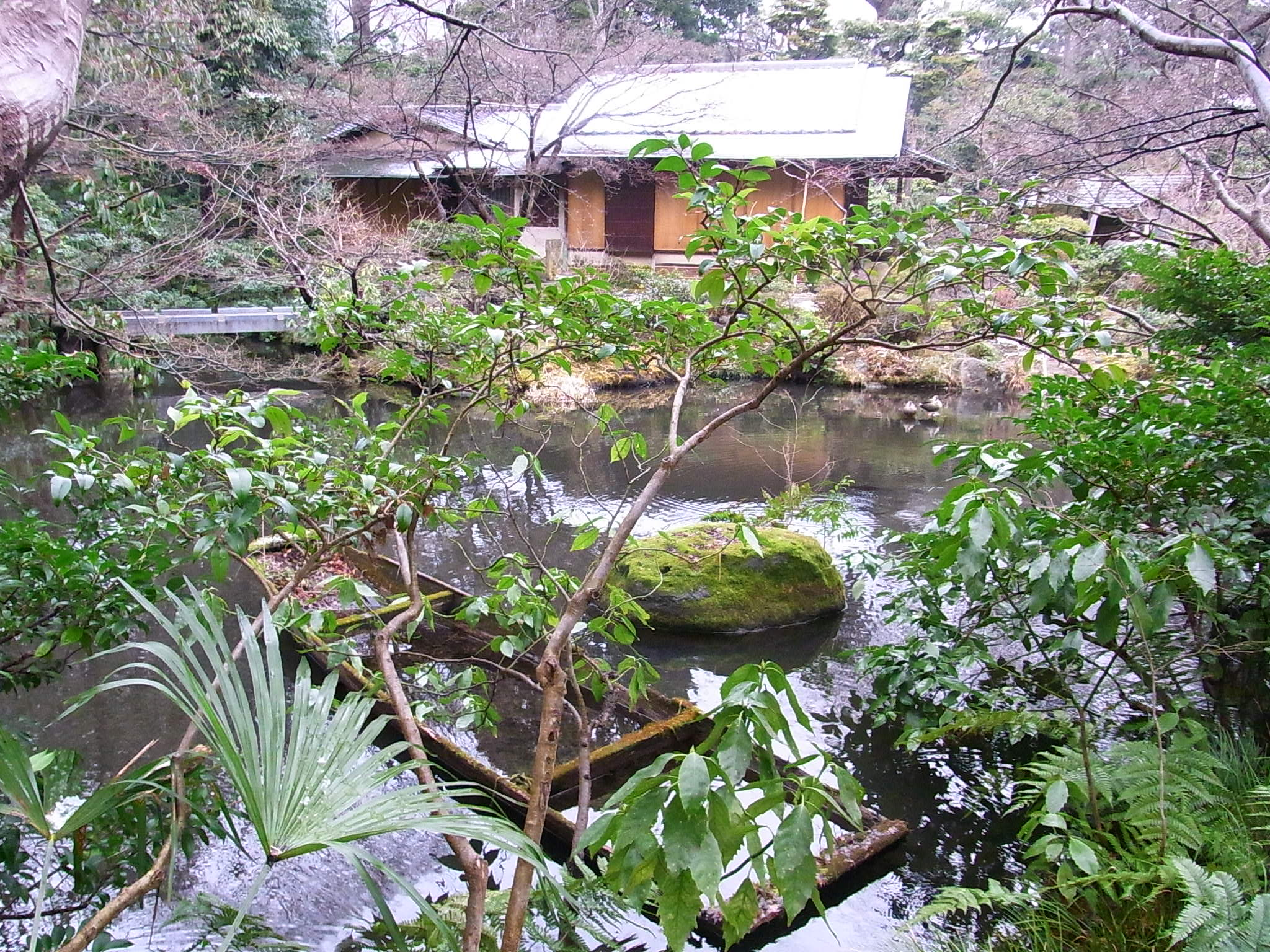
정원 다실
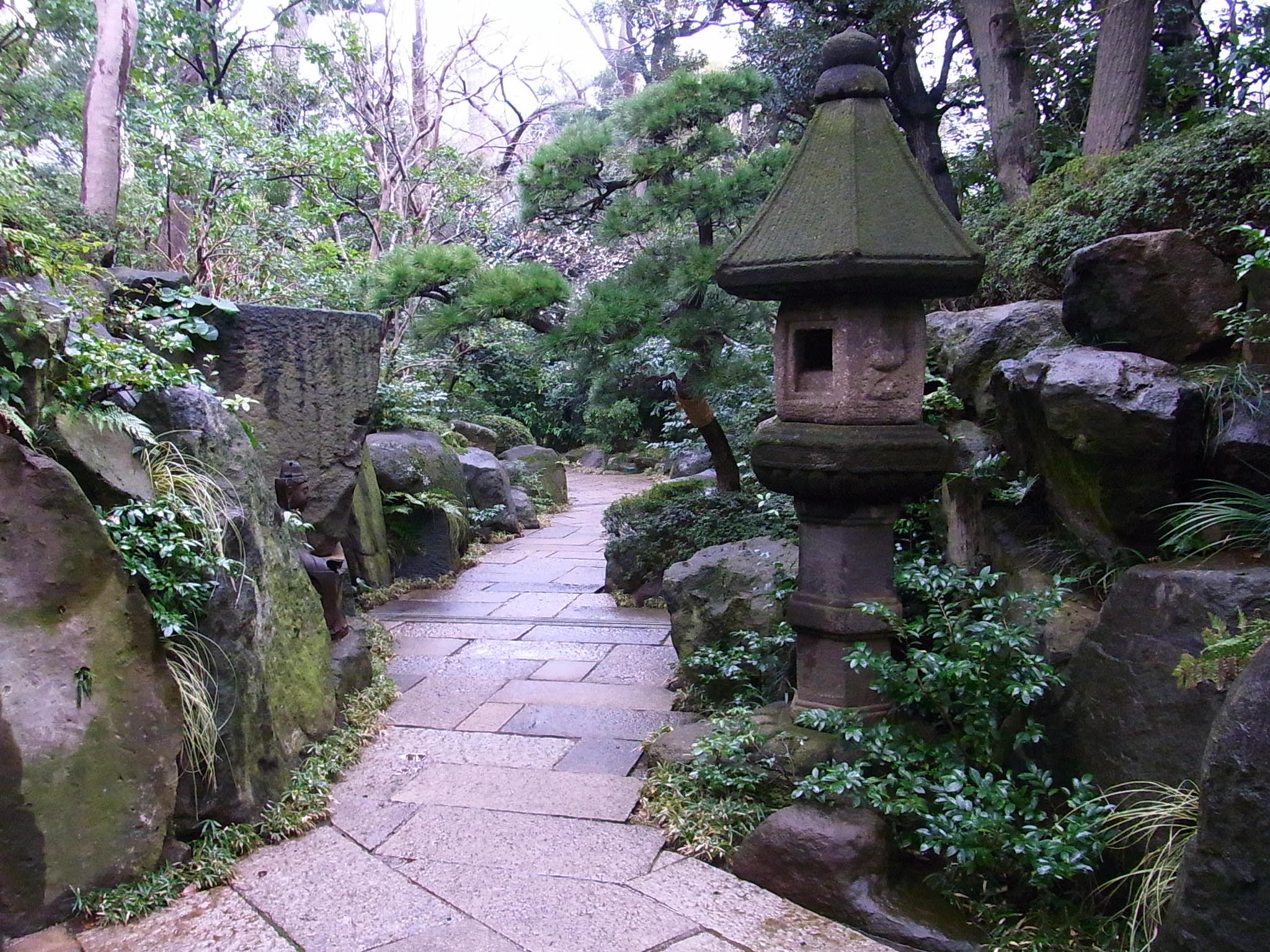
정원